# リンクウェア
リンクウェアとは、サービスを提供する見返りとして自分のウェブサイトへリンクをしてもらう、インターネット上のサービス提供形態の一。

## 概要
ハイパーリンクのリンクとフリーウェアやシェアウェアのウェアを組み合わせてできた造語、いわゆるインターネットスラングである。ただしフリーウェア、シェアウェアと違い一般的な用語ではなく、日本国外では通用しない。名称から無理矢理アルファベットで綴るならLinkwareである。
提供するサービスは、そのほとんどがウェブサイト作成用の素材（アイコン、背景画像等）やイラストの配布である。「ウェブサイト上でサービスを提供し、利用者のウェブサイトで見返りを得る」という形態上、両者共ウェブサイトを運営している必要がある。それゆえ、個人サイト間のボランティアの域を出ない場合のやり取りでのみ用いられ、企業やソフトウェアの開発を生業としている個人がリンクウェアでサービスを提供することはない。
サービスは、リンクを張り、利用したい旨を連絡してはじめて利用可能となる場合が多い。「リンクを張る」という行為であっても、基本的に利用者にとっては制約でしかないため、全く制約のない場合と比べると利用者の数は必然的に少なくなると考えられる。

## 目的
自分のサイトにリンクをしてもらうことで、より多くの人に訪問してもらうことが主な目的であると思われる。ただし、他サイトへのリンクをするようなページ（多くの場合リンク集と呼ばれるページ）は総じて閲覧率が低く、アクセスアップに効果があるかという点では疑問が残る。これについてはリンク集や相互リンクの項も参考にされたい。
前述のようにボランティアの域を出ないことから、リンクウェアによって財産上の利益（対価）を求めることはできない。
前述の通り、リンクを要求することで利用者の減少は少なからず起こってしまう。要するにリンクウェアとは、自分の制作物をインターネット上の多くの人に利用してもらいたい一方、どんな人が・どんな目的で・どのくらい利用しているのかをある程度把握したいという欲求との葛藤の表れであると言える。